# Bundesstraße 11a
Die Bundesstraße 11a (Abkürzung: B 11a) ist eine deutsche Bundesstraße im Freistaat Bayern.

## Überblick
Die B 11a dient als Autobahnzubringer zwischen der A 95 (AS 6 Wolfratshausen) und der B 11 bei Wolfratshausen.
Außerdem existierte im Landkreis Freising ein Autobahnzubringer, der als östliche Umfahrung der Stadt Freising diente, unter dem Namen B 11a. Dieser verlief zwischen der Autobahnanschlussstelle Freising-Ost der A 92 und der ehemaligen B 11. Im Zuge der Herabstufung der B 11 zu einer Staatsstraße wurde die Straße inzwischen jedoch zur B 301 umgewidmet.